# Pezzata Mòchena
Pezzata Mòchena, được biết đến trong vùng Mòcheno là Pletzet Goes van der Bersntol, là một giống dê bản địa của tỉnh tự trị Trento, nằm ở phía đông bắc nước Ý. Giống dê này bắt nguồn từ Valle dei Mòcheni, còn được gọi là Valle del Fersina và là Bersntol, mà từ thế kỷ XIV là nơi cư trú của các cư dân Mòcheno với nguồn gốc Bavaria; có thể vì lý do này mà giống dê này còn được gọi là Valle dei Mòcheni.
Dê Pezzata Mòchena được nuôi dưỡng ở các vùng Valle del Fersina, trong vùng thượng và hạ Valsugana, và trong vùng Altopiano di Piné. Loài này đã được công nhận vào năm 2004 và cuốn sách gia phả của giống này đã được thành lập vào tháng 3 năm 2005. Pezzata Mòchena là một trong bốn mươi ba giống dê của Ý phân bố hạn chế trong đó một cuốn sách gia phả được lưu giữ bởi Associazione Nazionale della Pastorizia, hiệp hội chăn nuôi cừu và dê quốc gia Ý.
Vào cuối năm 2013, số lượng cá thể của giống này đã đăng ký được báo cáo là 261 và 274 con. Dê này dùng nuôi với hai mục đích: vừa lấy thịt dê vừa lấy sữa dê, với hàm lượng lactose và chất béo trong sữa giống dê này đạt mức 5%. Sản lượng sữa tăng dần theo số con dê cái sinh ra, tuy nhiên từ con thứ 3 trở đi lượng sữa không tăng nữa.